# Schumi Dorottya
Schumi Dorottya (Budapest, 1974. július 30. –) válogatott labdarúgó, csatár, edző. Jelenleg az MTK U17-es csapatának az edzője.

## Pályafutása

### A válogatottban
1993-tól hat alkalommal szerepelt a válogatottban.

## Sikerei, díjai

### Játékosként
- Magyar bajnokság
  - bajnok: 1993–94, 1994–95, 2005–06
  - 2.: 1992–93
  - 3.: 2006–07, 2007–08
- NB II
  - bajnok: 2001–02

### Edzőként
- Magyar kupa
  - győztes: 2013[1]

## Statisztika

### Mérkőzései a válogatottban
| Magyarország | Magyarország        | Magyarország         | Magyarország  | Magyarország | Magyarország        | Magyarország | Magyarország | Magyarország |
| #            | Dátum               | Helyszín             | Hazai         | Eredmény     | Vendég              | Kiírás       | Gólok        | Esemény      |
| ------------ | ------------------- | -------------------- | ------------- | ------------ | ------------------- | ------------ | ------------ | ------------ |
| 1.           | 1993. június 18.    | Czechowice-Dziedzice | Lengyelország | 2 – 2        | Magyarország        | barátságos   | -            | 64'          |
| 2.           | 1993. június 20.    | Dankowice            | Lengyelország | 0 – 0        | Magyarország        | barátságos   | -            | 73'          |
| 3.           | 1993. szeptember 5. | Medgyesegyháza       | Magyarország  | 1 – 2        | Románia             | barátságos   | -            | 74'          |
| 4.           | 1999. június 20.    | Tótkeresztúr         | Szlovénia     | 0 – 9        | Magyarország        | barátságos   | -            | 66'          |
| 5.           | 1999. szeptember 4. | Bük                  | Magyarország  | 13 – 0       | Bosznia-Hercegovina | Eb-selejtező | -            | 78'          |
| 6.           | 1999. november 3.   | İzmir                | Törökország   | 2 – 8        | Magyarország        | Eb-selejtező | -            | 86'          |
|              | Összesen            |                      |               | 6            | mérkőzés            |              | 0            | gól          |